# Software-Industrie
Die Software-Industrie bzw. Softwareindustrie ist die Gesamtheit aller Unternehmen, die Software erstellen und vertreiben. Im weiteren Sinne können auch Unternehmen, die Dienstleistungen in späteren Lebenszyklen der Software anbieten (z. B. Installation, Konfiguration der Software, Schulung der Anwender), der Software-Industrie zugerechnet werden. Die Software-Industrie ist durch Wachstum gekennzeichnet und gewinnt dadurch gesamtwirtschaftlich nicht nur in Deutschland an Bedeutung. Im Jahre 2021 betrug der weltweite Umsatz der Branche 507,2 Mrd. Euro. In Deutschland ist mit dem IT-Cluster Rhein-Main-Neckar einer der weltweit größten IT- und Software-Cluster angesiedelt, außerdem ist die Software-Industrie in Deutschland Gegenstand mehrerer breit angelegter Forschungsstudien.

## Geschichte
Vor den 1960er Jahren wurden Computer entweder durch die Kunden selbst programmiert oder durch die wenigen Computerverkäufer im freien Handel jener Zeit wie UNIVAC oder IBM. Das erste Unternehmen, das gegründet wurde um Software-Produkte und Dienstleistungen zu produzieren, war 1955 die Computer Usage Company. Die Software-Industrie expandierte in den frühen 1960er Jahren, fast genau nach dem Zeitpunkt, an welchem Computer erstmals auf den Massenmarkt gelangten. Universitäten, die Regierung und betriebliche Kunden schafften eine weitreichende Nachfrage nach Software. Viele der Programme wurden zu dieser Zeit im Betrieb selber durch vollzeitbeschäftigte Programmierer-Teams geschrieben. Einige wurden solidarisch umsonst zwischen den Benutzern einer bestimmten Maschine verteilt. Andere wurden auf einer kommerziellen Grundlage angefertigt und in diesem Geschäftszweig beschäftigte Unternehmen wie die Computer Sciences Corporation, gegründet 1959, begannen zu wachsen. Die Computerhersteller fingen zu diesem Zeitpunkt ebenfalls an, ihre Betriebssystem-Software und Programmierumgebungen mit ihren Maschinen zu verbinden, so dass Software und Hardware zu einer Einheit wurden. IBM entschied sich dann 1969 unter dem Druck der laufenden Kartellrechtsverfahren Software und damit verbundene Dienstleistungen von den Hardwareleasingverträgen zu entkoppeln („unbundling“) und für Software Urheberrechtsschutz in Verbindung mit Lizenzverträgen (Endbenutzer-Lizenzvertrag) vorzusehen.
Als die Digital Equipment Corporation einen relativ preiswerten Microcomputer auf den Markt brachte, wurde die Verwendung von Rechnern vielen weiteren Unternehmen und Universitäten weltweit möglich gemacht; diese Entwicklung sorgte für die Entstehung einer großen Innovationswelle, welche sich in der Erfindung und Entwicklung von neuen, hochentwickelten Programmiersprachen und Methodologien äußerte. Neue Software wurde für die Microcomputer entwickelt und andere, einschließlich IBM, folgten schnell DECs Vorbild, was u. a. in der Herstellung des IBM AS400 resultierte.
Die Industrie wuchs sehr schnell Mitte der 1970er Jahre mit dem Aufkommen des Personal Computers, welcher die Rechenleistung der Computer auf den Arbeitstisch der Bürokraft brachte. In den nachfolgenden Jahren entstand auch ein wachsender Markt für Computerspiele, Software-Anwendungen und Dienstprogramme. DOS, Microsofts erstes Betriebssystem-Produkt, war das dominante Betriebssystem seiner Zeit.
In den frühen Jahren des 21. Jahrhunderts kam mit Software as a Service (SaaS) ein neues erfolgreiches Geschäftsmodell für das Hosting von Software auf; ähnliche Geschäftsmodelle gab es allerdings schon zuvor. Für das Anbieterunternehmen verringert SaaS die Sorgen um Software-Piraterie, ermöglicht schnelle Anpassungen der Software auf Kundenwünsche und Sicherheitslücken, da der einzige Zugang über das Web vorliegt und per Definition keine Kundensoftware auf den PC des Endnutzers geladen wird.

## Marktüberblick
Die Software-Industrie ist eine junge Branche und hat einen hohen Anteil an jungen Unternehmen. Während die Marktschranken niedrig sind und den Markteintritt neuer Unternehmen begünstigen, findet auch eine starke Konsolidierung statt. So ist die Software-Industrie durch eines der höchsten Volumen an Unternehmensübernahmen gekennzeichnet.
Gemäß dem Marktforschungsunternehmen International Data Corporation betrug der Umsatz der weltweiten Software-Industrie 2008 230 Milliarden US-Dollar. Einige der weltgrößten Unternehmen sind unmittelbar (z. B. Microsoft) oder mittelbar (z. B. Apple) der Software-Industrie zuzurechnen.

## Eigenschaften
Die Software-Industrie weist Eigenschaften auf, die sie von anderen Branchen unterscheidet:
- Software ist ein digitales Gut, welches sich zu geringen Kosten reproduzieren lässt. Dies führt auch dazu, dass sich Urheberrechte nur schwer durchsetzen lassen (Softwarepiraterie).
- Die Software-Industrie ist durch die leichte Verteilbarkeit von Software stark internationalisiert und durch globalen Wettbewerb gekennzeichnet. Es besteht kaum Heimvorteil auf nationalen Märkten; beispielsweise erwirtschaften SAP und Software AG circa 80 bzw. 85 % ihrer Umsätze im Export.
- „Winner-takes-it-all“-Märkte mit einer Vielzahl von Unternehmensübernahmen durch Netzeffekte.

Die Beachtung dieser speziellen Eigenschaften bildet die Grundelemente der Strategien von Software-Anbietern, Software-Ökosystemen und Netzwerken von Unternehmen.

## Einteilung
Die Softwareanbieter können nach verschiedenen Kriterien eingeteilt werden:
- Softwareanbieter im engeren Sinne – Entwicklung von Software. Unterteilbar nach Art der Software bezüglich:
  - Nähe zur Hardware:[1]
    - Systemsoftware: unter anderem Betriebssysteme
    - Systemnahe Software: wie Middleware und Datenbanksysteme
    - Anwendungssoftware: beispielsweise Textverarbeitung oder Software für das Rechnungswesen

  - Anwendertyp:[1]
    - kommerziell („Unternehmenssoftware“)
    - privat

  - Standardisierungsgrad:[1]
    - Individualsoftware: angepasste Software für ein bestimmtes Kundenunternehmen. Jener Zweig wächst in der indischen Softwareindustrie besonders stark.
    - (fließender Übergang durch Customizing der Standardsoftware)
    - Standardsoftware: Die Entwicklung erfolgt für standardisierte Bedürfnisse der potenziellen Benutzer. Eine Umfrage unter 489 deutschen CIOs zeigte 2010, dass der Anteil der Unternehmen, die überwiegend Standardsoftware einsetzen (62,9 % der Befragten) tendenziell zunehmen wird.
- Softwareanbieter im weiteren Sinne – Angebot von Dienstleistungen im späteren Lebenszyklus: Etwa Konfiguration und Anpassung von Standardsoftware von großen Software-Verkäufern wie SAP oder Oracle auf die individuellen Bedürfnisse ihres Kunden. Bei Standardsoftwareherstellern macht dieses Servicegeschäft meist eine deutliche Mehrheit des Umsatzes aus.[14]